# John Sedgwick
John Sedgwick (Litchfield Hills, Cornwall (Connecticut), 13 september 1813 - Spotsylvania County, 9 mei 1864) was een Amerikaans beroepsmilitair die onder meer vocht in de Amerikaanse Burgeroorlog. Hij sneuvelde in de Slag bij Spotsylvania Court House toen hij als generaal zijn soldaten door moedig gedrag ten voorbeeld wilde zijn.

## Opleiding
John Sedgwick is genoemd naar zijn grootvader John Sedgwick, de broer van Theodore Sedgwick die samen met George Washington gevochten had in de Amerikaanse Revolutie. John Sedgwick studeerde van 1828 tot 1829 aan Sharon Academy en van 1830 tot 1831 aan Cheshire Academy.
Hij gaf twee jaar les en ging dan naar de United States Military Academy, waar hij in 1837 afstudeerde als 24e van 50.

## Mexicaans-Amerikaanse oorlog
Hij vocht als luitenant in de Seminole-oorlogen.
In de Mexicaans-Amerikaanse Oorlog werd hij bevorderd tot kapitein na de Slag bij Contreras en de Slag bij Churubusco.
Na de Slag bij Chapultepec werd hij bevorderd tot majoor.

## Indianenoorlogen
Toen hij uit Mexico terugkwam, werd hij overgeplaatst naar de cavalerie in Kansas.
Hij vocht in de Utah Oorlog.
Hij vocht in de Indianenoorlogen en nam in 1857 deel aan de strafexpeditie tegen de Cheyenne.

## Pionier in Colorado
In de tweede helft van 1860 leidde Sedgwick een expeditie om een nieuw fort op te richten op de Platte River in wat nu Colorado is. Daar lag geen spoorweg en alle voorraden moesten aangevoerd worden per boot, per kar en per paard. Nogal wat voorraden kwamen niet aan, maar Sedgwick kon toch geriefelijke stenen gebouwen optrekken voor zijn mannen vooraleer de kou intrad.

## Gewond bij Glendale

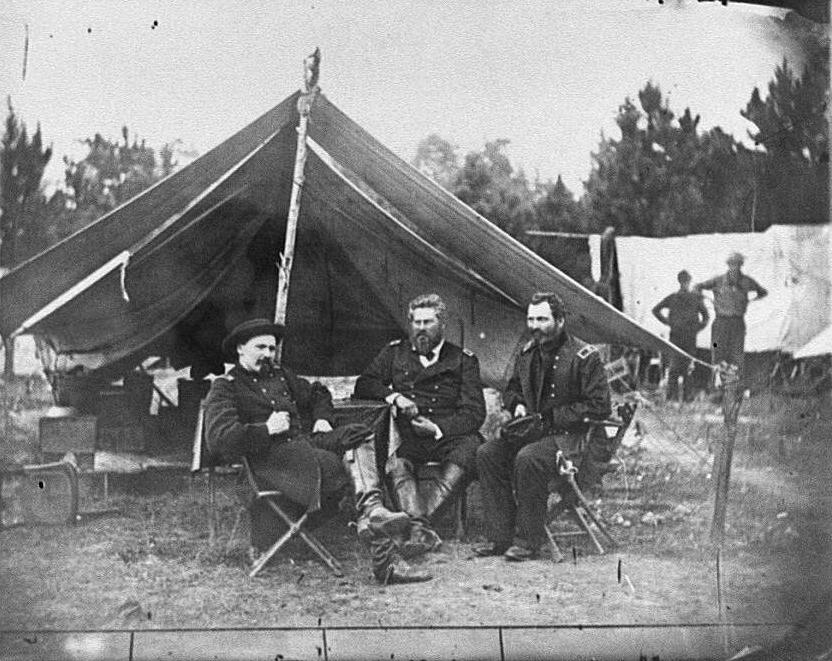
Sedgwick rechts tijdens de Schiereilandveldtocht

Bij het begin van de Amerikaanse Burgeroorlog was Sedgwick kolonel te Washington.
Hij herstelde van cholera tijdens de Eerste Slag bij Bull Run.
Op 31 augustus 1861 leidde hij als brigadegeneraal de 2e brigade van de divisie van generaal-majoor Samuel P. Heintzelman van het Army of the Potomac.
Daarna kreeg hij het bevel over de 2e divisie van het II Corps in de Schiereilandveldtocht.
In Virginia vocht hij in de Slag bij Yorktown en de Slag bij Seven Pines. In de Slag bij Glendale raakte hij gewond aan arm en been. Op 4 juli 1862 werd hij bevorderd tot generaal-majoor.

## Nederlaag bij Antietam
In de Slag bij Antietam zond Edwin V. Sumner de divisie van Sedgwick in de aanval zonder voorafgaande verkenning. Generaal-majoor Stonewall Jackson viel hem langs drie kanten aan en Sedgwick verloor de helft van zijn mannen. Sedgwick zelf had drie kogels in pols, schouder en been. Daardoor miste hij alle gevechten tot en met de Slag bij Fredericksburg.

## De Slag bij Chancellorsville
Van 26 december 1862 leidde Sedgwick kort het II Corps en het IX Corps en dan het VI Corps van het Army of the Potomac.
In de Slag bij Chancellorsville stond zijn legerkorps als eerste tegenover Fredericksburg. General-majoor Joseph Hooker manoeuvreerde met de andere vier legerkorpsen tegen de linkerflank van Robert E. Lee. Sedgwick stak de Rappahannock over en viel de kleine macht van Jubal Early aan op Marye's Heights. Hij trok naar het westen om krachten te bundelen met Joseph Hooker en zo Robert E. Lee in te sluiten tussen twee legers, maar het Second Corps onder generaal-majoor J.E.B. Stuart belette dit. Conrad Feger Jackson raakte gewond in de Slag bij Salem Church en Sedgwick moest terugtrekken over de Rappahannock.

## De Overlandveldtocht

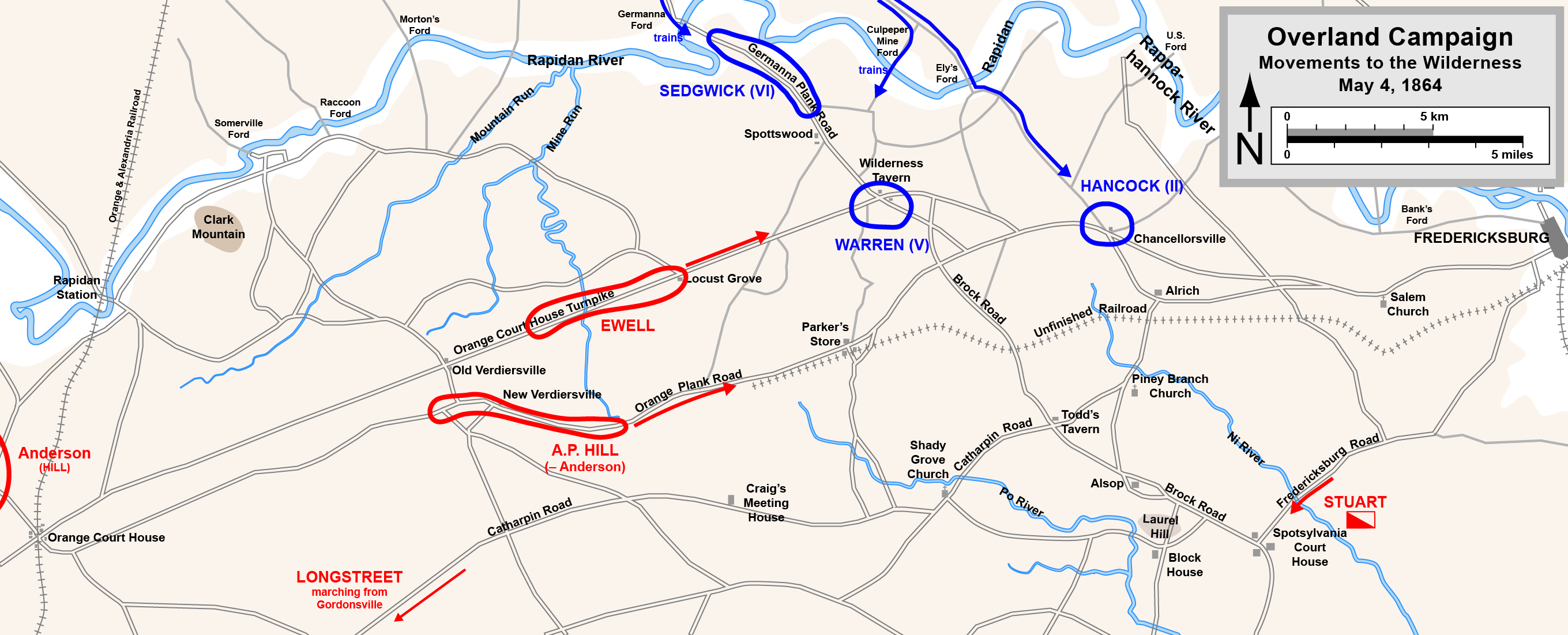
Sedgwick op Germanna Plank Road in de Overlandveldtocht

Het korps van Sedgwick kwam op 2 juli te laat bij de Slag bij Gettysburg, zodat maar enkele van zijn eenheden deelnamen aan de laatste tegenaanvallen.
In de Overlandveldtocht van 1864 stond zijn VI Corps op de rechterflank in de Slag in de Wildernis en het verdedigde tegen het Second Corps van luitenant-generaal Richard S. Ewell.

## Gesneuveld in de slag bij Spotsylvania Court House

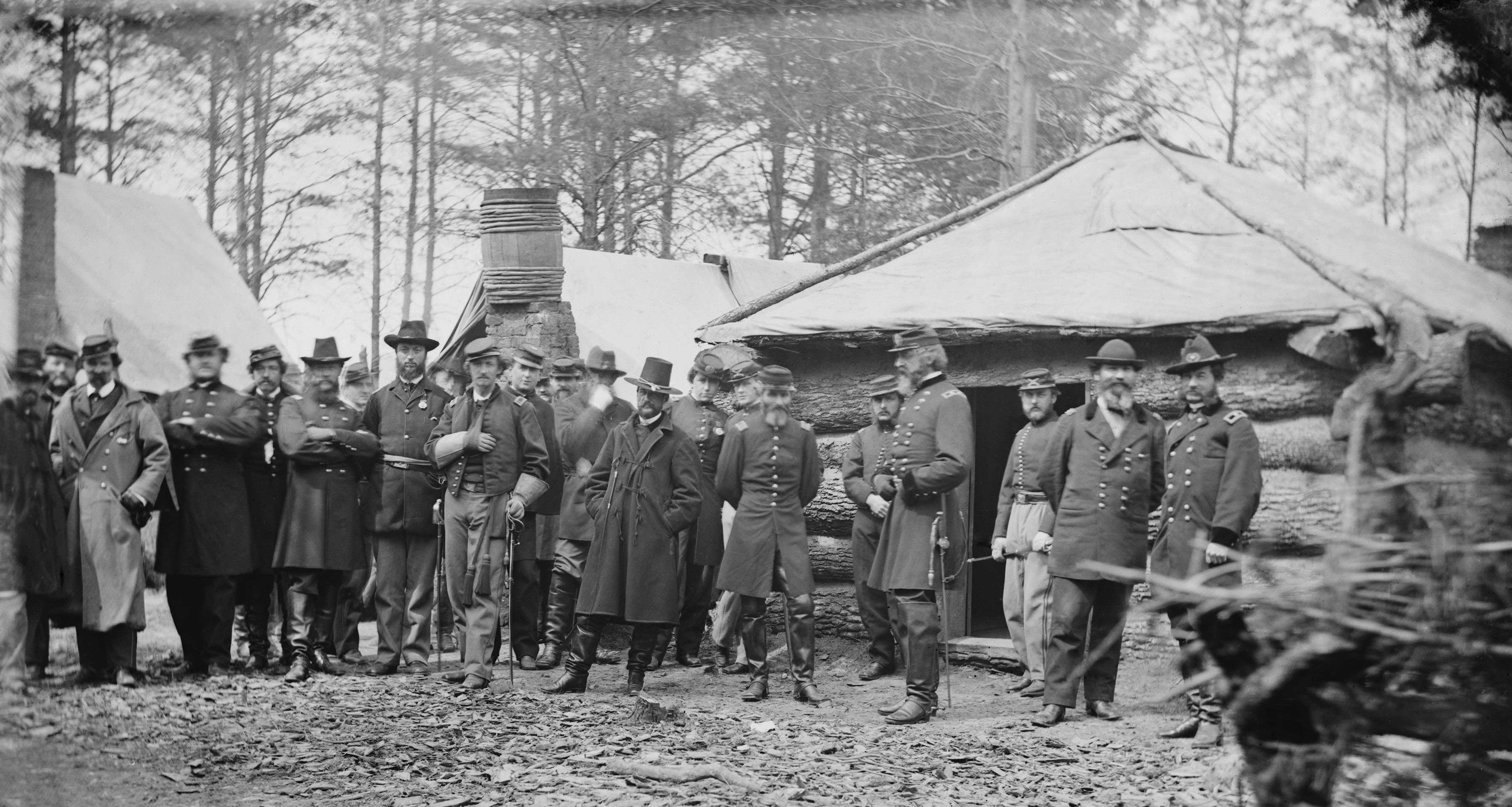
Sedgwick uiterst rechts in 1864

in het begin van de Slag bij Spotsylvania Court House op 9 mei 1864 was zijn korps betrokken bij schermutselingen met de linkerflank van de Zuidelijke verdediging, terwijl Sedgwick zijn kanonnen liet opstellen. Zuidelijke scherpschutters schoten van 900 m op de artilleristen en die doken in dekking.
Sedgwick liep rechtop in het open veld en riep: "Wat? Mannen duiken zo voor enkele kogels? Wat zullen jullie doen als ze over heel de lijn schieten?" Zijn mannen schaamden zich, maar bleven in dekking en Sedgwick zei "Waarom duiken jullie zo weg? Vanaf deze afstand kunnen ze nog geen olifant..." Daarop werd hij in zijn linkeroog getroffen en viel hij dood neer. Zijn troepen zijn toen het veld overgestoken en hebben een niet nader geïdentificeerde scherpschutter doodgeschoten.

## Rouw

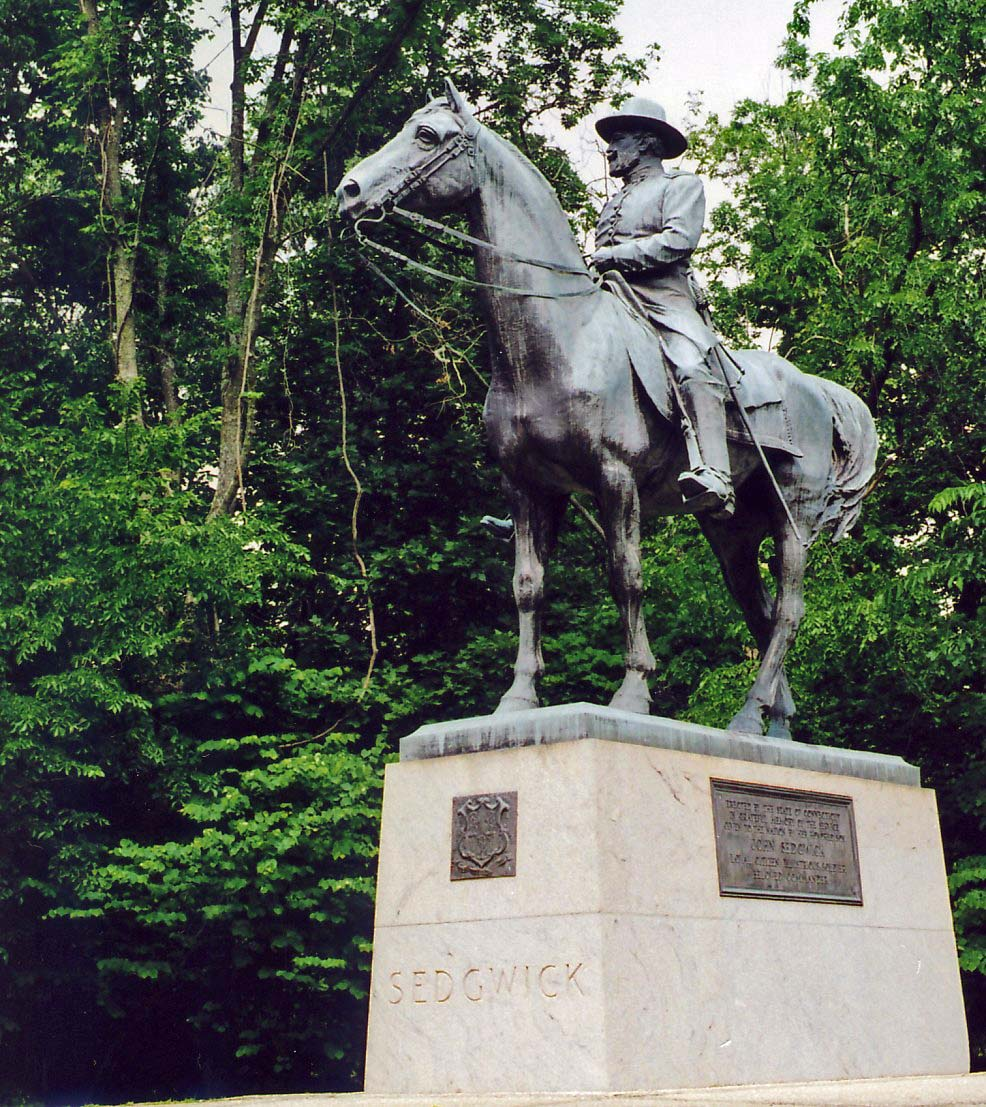
Het ruiterstandbeeld van Sedgwick

Toen hij de dood van Sedgwick vernam, vroeg luitenant-generaal Ulysses S. Grant enkele keren "Is hij echt dood?" Grant zei, dat Sedgwick nooit faalde als het ernst was en dat zijn verlies erger was dan dat van een hele divisie. George G. Meade weende toen hij zijn dood vernam. Zelfs Robert E. Lee was triest. 
John Sedgwick ligt begraven bij zijn geboorteplaats. In Gettysburg National Military Park is een ruiterstandbeeld voor hem opgericht.
Ook in West Point staat een standbeeld voor hem.

## Militaire loopbaan
- Second Lieutenant: 1837
- First Lieutenant: 19 april 1839[9]
- Brevet Captain: 20 augustus 1847[9]
- Brevet Major: 13 september 1847[9]
- Captain: 26 januari 1849[9]
- Major: 8 maart 1855[9]
- Lieutenant Colonel: 16 maart 1861[9]
- Colonel, 1st Cavalry, 25 april 1861[9]
- Colonel, 4th Cavalry, 3 augustus 1861[9]
- Brigadier General U.S. Volunteers: 31 augustus 1861
- Major General U.S. Volunteers: 4 juli 1862
- Gesneuveld: 9 mei 1864[9]